# Джордж Абът (търговец)
Вижте пояснителната страница за други личности с името Джордж Абът.
Джордж Фредерик Абът (на английски: George Frederic Abbott) е виден британски солунски търговец от XIX век.

## Биография
Роден е около 1776 година в Солун, в семейството на Бартоломю Абът, търговец на Левантинската компания, и Сара Анартари. Отгледан е като православен християнин. След смъртта на баща им той и полубрат му Питър Шасо наследяват бизнеса, но по-късно се разделят. Джордж със синовете си успява да поддържа и развие търговските монополи, които компанията е установила при търговията с Великобритания. Най-важният им износ за Великобритания са тютюнът и медицинските пиявици.
Абът е руски вицеконсул в Солун от 1815 до 1818 година.
Джордж Абът е наследен от синовете си Джон Абът (около 1802/1806 - 1875), Робърт Абът и Алфред Абът от първата си съпруга. Хенри Абът от третата е германски консул в Солун.